# RSI Rete Due
RSI Rete Due est une station de radio publique et qui émet principalement à destination de la population Suisse italienne. Contrairement à Rete Uno, elle n'est pas diffusée ni captée dans le reste de la Suisse par Radio FM. Elle est la seconde station de la Radiotelevisione svizzera di lingua italiana (RSI).

## Historique
La radio fut créée en 1985.

## Programme
RSI Rete Due diffuse un programme proche des chaînes sœurs des autres régions linguistiques du pays : elle diffuse tout comme Radio SRF 2 Kultur et RTS Espace 2 un programme culturel et de la musique classique.

## Réception
RSI Rete Due est diffusée par satellite. Elle est également diffusée par DAB et par la FM mais uniquement dans la partie italophone de la Suisse, au Tessin et dans les Grisons italophones.

## Logos

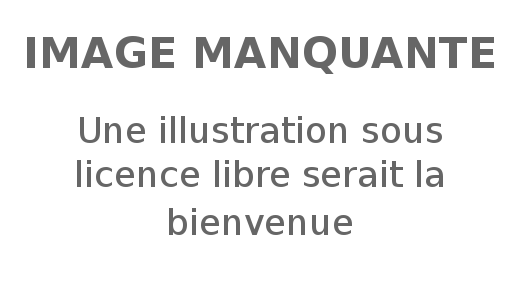
Ancien logo de Rete 2 de 1985 à 1999[réf. nécessaire]
Logo de Rete Due de 1999 à 2009[1],[2]
Logo de RSI Rete Due de 2009 au 29 février 2012
Logo de RSI Rete Due depuis le 29 février 2012